# 鲍天卯
鲍天卯（日语： Nariya Nogi，1989年2月21日—），又名鲍释贤，华裔日本钢琴家，出生于日本大阪，原籍广东珠海山场。

## 生平
四岁开始随王进德学习钢琴。十岁时开始跟随中国钢琴家鲍蕙荞学琴。2001年9月，进入天津音乐学院附中。2007年9月，进入中央音乐学院钢琴系。2008年9月，进入法国巴黎德彪西音乐学院，随法国钢琴家多米尼克·梅莱学习。
法国钢琴杂志《pianiste》和日本的《肖邦》杂志，赞其为“未来十年欧洲乐坛最具潜力的钢琴家”。

## 家庭
姑婆是国内著名音乐教育家鲍蕙荞，外公为《歌唱祖国》的词曲作者王莘。

## 获奖記錄
- 2001年12月，获得第三届亚洲肖邦比赛高中组金奖。
- 2002年3月，获得第六届克莱涅夫青年国际钢琴比赛青少年组一等奖。[2]
- 2003年1月，越年龄组参加第四届亚洲肖邦钢琴比赛成年组并获得第二名。
- 2003年，於日本与波兰国家交响乐团合作演奏肖邦第一钢琴协奏曲。
- 2003年4月，於乌克兰获得霍洛维茨青年国际钢琴比赛第二名。
- 2003年7月，获得IBLA国际钢琴大奖赛大奖。
- 2003年11月，於北京参加第一届中国青年演奏家协奏曲比赛并获得第二名（第一名为小提琴）。
- 2004年，越龄组参加第七届克莱涅夫青年国际钢琴比赛成人组并获得第一名。
- 2004年12月，获得第三届中国作品钢琴比赛黄河钢琴协奏曲组冠军，并获得德国斯图加特音乐学院全额奖学金。
- 2005年，获得第13届香港亚洲公开赛29岁以下年龄组第一名。
- 2005年，获得第一届魏玛李斯特国际钢琴比赛第二名，並获得德国魏玛音乐学院全额奖学金。
- 2007年10月，在厦门举行的第四届中国国际钢琴比赛中获中国作品优秀演奏奖。[3][4]
- 2007年11月，在上海国际钢琴比赛中获奖。
- 2009年，受邀参加巴黎肖邦音乐节演出。